# Jean-Louis Reignier
Jean-Louis Reignier est un footballeur français né le 1er avril 1929 à Cholet. Il était ailier gauche. Avant de partir a sochaux en 1948, il jouait à l'ES Le PIN (79).

## Palmarès
- Vainqueur de la Coupe Charles Drago 1953